# Xanthosoma nitidum
Xanthosoma nitidum är en kallaväxtart som beskrevs av George Sydney Bunting. Xanthosoma nitidum ingår i släktet Xanthosoma och familjen kallaväxter. Inga underarter finns listade.